# Bareos
Bareos est un logiciel de sauvegarde et de restauration de fichiers en mode client-serveur dans un réseau, distribué en open source. 

## Description et principales caractéristiques
Bareos est un acronyme pour « Backup Archiving Recovery Open Sourced ». 
Ses composants serveurs tournent sur Linux, Solaris ou FreeBSD. Ses composants clients existent pour de nombreuses autres plateformes, dont MacOS et Microsoft Windows. C'est un fork du logiciel libre Bacula réalisé en 2010. Après des poursuites judiciaires de la part de la société du créateur de Bacula, les deux entités sont parvenues à un accord début 2015. Il existe une distribution de Bacula et de Bareos destinée aux entreprises.
Bareos gère ses index de fichiers sauvegardés dans une base de données relationnelle de type MySQL, PostgreSQL ou SQLite.
La première version stable de Bareos, la 12.4, date d'avril 2013. Il propose depuis la version 15.2 un plugin pour VMware.
Bareos figure sur la liste des logiciels recommandés par le socle interministériel des logiciels libres,